# Manon Masseurs
Manon Masseurs (Róterdam, Países Bajos, 29 de abril de 1974) es una nadadora neerlandesa retirada especializada en pruebas de estilo libre media distancia, donde consiguió ser subcampeona mundial en 1991 en los 4x200 metros estilo libre.

## Carrera deportiva
En el Campeonato Mundial de Natación de 1991 celebrado en Perth (Australia), ganó la medalla de plata en los relevos de 4x200 metros estilo libre, con un tiempo de 8:05.56 segundos, tras Alemania (oro con 8:02.56 segundos) y por delante de Dinamarca (bronce con 8:07.97 segundos).